# Robinson i Roslagen
Robinson i Roslagen är en svensk komedifilm från 1948, i regi av Schamyl Bauman och med manus av Erik Lundegård och Schamyl Bauman, baserad på tre noveller av Albert Engström.

## Handling
Båtbyggaren Alfred (Adolf Jahr) bor på en ö i Roslagen. Han är gift med Katrina (Gull Natorp), som äger handelsboden i det lilla samhället. Alfred har på förslag från sin svåger, fiskargubben Mandus (Ludde Gentzel), byggt en hembränningsapparat, som dessvärre sprängs i luften tillsammans med Katrinas brygghus. När Katrina kör Alfred på porten söker han tröst hos sommargästen grosshandlare Tegel (Carl Hagman), som föreslår att Alfred ska fly från Katrina och liksom Robinson Crusoe slå sig ner på en obebodd ö.

## Om filmen
Robinson i Roslagen är baserad på tre noveller av Albert Engström: "En tullhatare" (1907), "Mysteriet på tullbryggan" (1938) och "Julgrisen" (1938). Den förstnämnda är tagen ur Mitt lif och lefverne, de båda andra ur Läsebok för svenska folket. Filmen spelades in i Sandrews ateljéer i Stockholm, i Grisslehamn och på Gräsö under juli och augusti 1948.
Filmen hade premiär på biografen Olympia i Stockholm den 25 september 1948. Kritikernas omdömen var överlag goda: Signaturen Ulph i Aftonbladet tyckte att filmen var en angenäm överraskning, "en skrattmättad och rapp underhållning -- utan andra pretentioner än att roa", och berömde manusförfattaren Erik "Eld" Lundegård. Även i Dagens Nyheter (signaturen LbK) och Stockholms-tidningen (Movie) fick den goda omdömen, medan signaturen Håson i Aftontidningen däremot kallade filmen "en valhänt blandning av billig buskteater och charmlöst spex".

## Rollista
- Adolf Jahr – Alfred Söderman, båtbyggare
- Ludde Gentzel – Mandus, fiskargubbe
- Gull Natorp – Katrina, Alfreds hustru, Mandus syster
- Sigbrit Molin – Rosa, Alfreds och Katrinas dotter
- Olof Bergström – Gunnar Mattsson
- Carl Hagman – grosshandlare Sten Tegel

Ej krediterade:
- Nils Hallberg – Jonne, grosshandlare Tegels gast
- Carl Ström – länsman
- Åke Fridell – fjärdingsman
- Alf Östlund – tullöveruppsyningsman
- Georg Skarstedt – Holmberg, tulluppsyningsman
- Birger Lensander – tulluppsyningsman
- Claes Esphagen – Larsson, fjärdingsmans biträde
- Wilma Malmlöf – Esmeralda, roende dam
- Margit Andelius – Esmeraldas syster
- Siegfried Fischer – Norman
- Albin Erlandzon – fiskare
- Mona Geijer-Falkner – fiskargumma
- Gottfrid Holde – tullinspektör
- Victor Haak – fiskare på bryggan
- Siv Larsson – fröken Larsson, kund i speceributiken